# Bicosta
Bicosta là một chi rêu trong họ Andreaeaceae.